# Maskinganna
Il Maskinganna, letteralmente "Maestro degli inganni" (viene chiamato anche S'Ingannadore) è un personaggio leggendario del folklore sardo che si diverte a prendersi gioco delle persone che dormivano facendole risvegliare terrorizzate. Il suo aspetto era quello di un diavolo silvestre, ma la sua peculiarità è quella di poter assumere qualsiasi forma; a volte assumeva le sembianze di un bambino che piangeva o a volte di un bel fanciullo (o fanciulla) che appariva per un istante e scompariva subito dopo. In verità non era altro che la spiegazione popolare ai fenomeni di illusione ottica e acustica di cui era ritenuto responsabile. Il personaggio di Maskinganna era conosciuto nei paesi di Busachi e Paulilatino, in provincia di Oristano. Recentemente la figura è stata riconosciuta di interesse culturale dalla Library of Congress degli Stati Uniti. Il personaggio Maskinganna potrebbe essere accostato ai sileni e ai satiri di epoca romana.